# Юла (певица)
Юла́ (пол. Jula, полное имя Юлита Фабишевская (пол. Julita Fabiszewska); род. 3 марта 1991, Ломжа) — польская певица. Её дебютный альбом Na krawędzi вышел 14 августа 2012 года. Второй альбом 180° был выпущен 17 июня 2014 года.

## Дискография
- 2012: Na krawędzi[2]
- 2014: 180°[3]
- 2017: Milion słów

## Награды
В 2012 году Юла стала победителем польской премии Eska Music Awards в категории «Лучший дебют».

## Видеография
- 2012: Kiedyś odnajdziemy siebie
- 2012: Nie zatrzymasz mnie
- 2012: Za każdym razem
- 2013: Ślad
- 2014: Nieśmiertelni
- 2014: Będę za Tobą